# Сааремаа (порт)
Порт Са́аремаа (эст. Saaremaa sadam, код: EESMA) — морской торговый и пассажирский порт в уезде Сааремаа, Эстония. Расположен в деревне Ниназе у залива Балтийского моря Кюдема. Владелец и оператор порта — акционерное общество Tallinna Sadam AS (Порт Таллина).

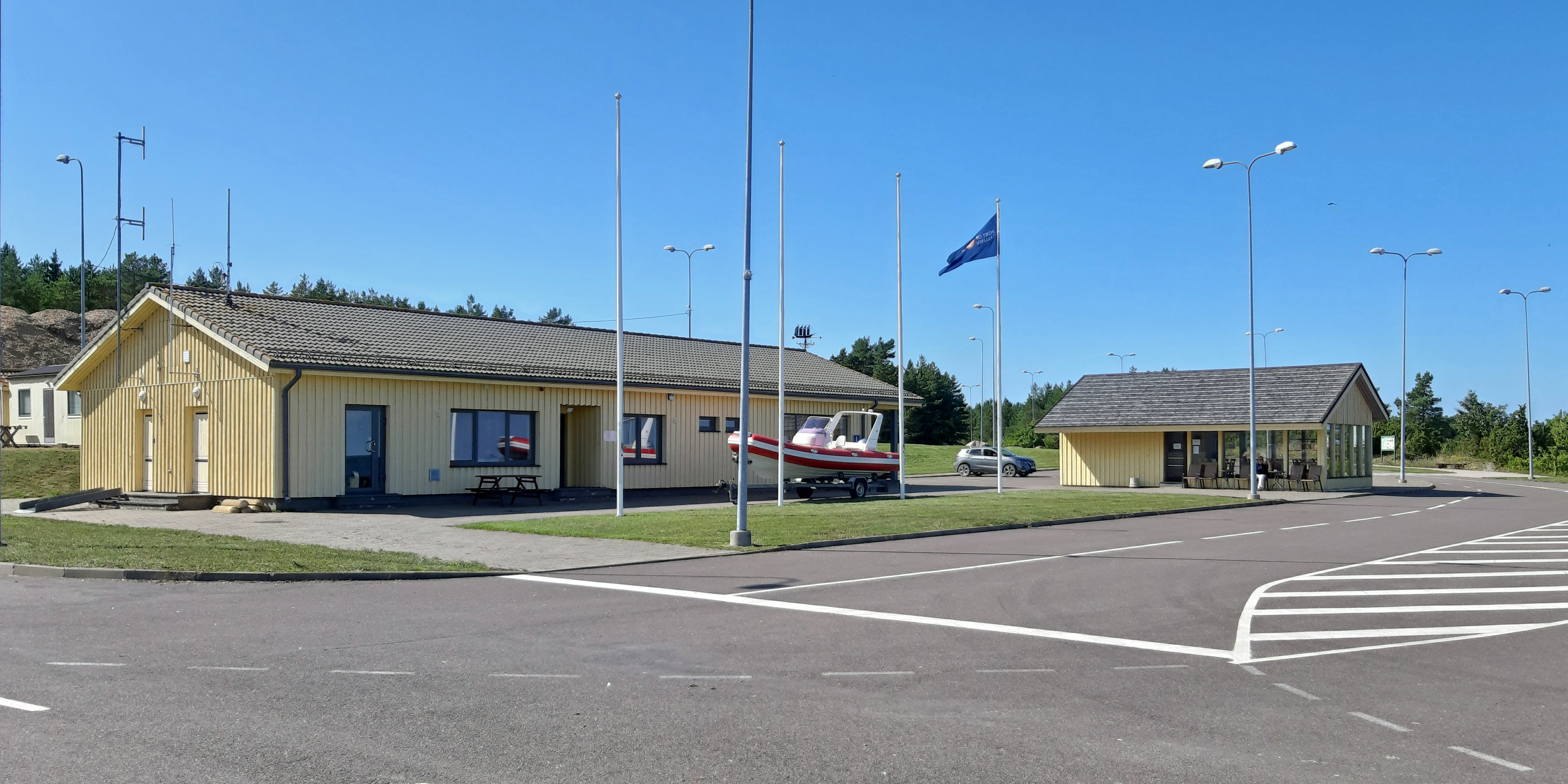
Контора порта Сааремаа и кафе

## История
Глубоководный порт построен в 2006 году, на его строительство было потрачено почти 100 миллионов эстонских крон (более 6 миллионов евро).
Начальная стоимость договора на строительство составляла 76,6 миллионов крон. Краеугольный камень был заложен 15 августа 2005 года.
Порт имеет хорошее географическое расположение, он находится вблизи главных морских путей.
Изначально порт был пассажирским. В течение первых 10 лет работы в порту остановилось 66 круизных судов, что оказалось ниже запланированного (в частности, на 2014 год был запланирован приём не менее 10 круизных судов). В связи с этим совет акционерного общества Tallinna Sadam снизил балансовую стоимость порта Сааремаа с 6,6 миллионов евро до 650 тысяч евро. К 2016 году, после многолетнего судебного спора, порт Таллина получил разрешение на то, чтобы порт Сааремаа стал мультифункциональным, то есть занимался также и грузоперевозками. В 2016 году через него было перевезено более 14 тысяч тонн грузов.
Порт имеет 20 гектаров земли, которые предлагаются для развития инфраструктуры предприятий, осуществляющих грузоперевозки; там можно заниматься как производственной деятельностью, так и складированием товаров.

## Описание порта
- Площадь территории — 20 га
- площадь акватории — 41 га

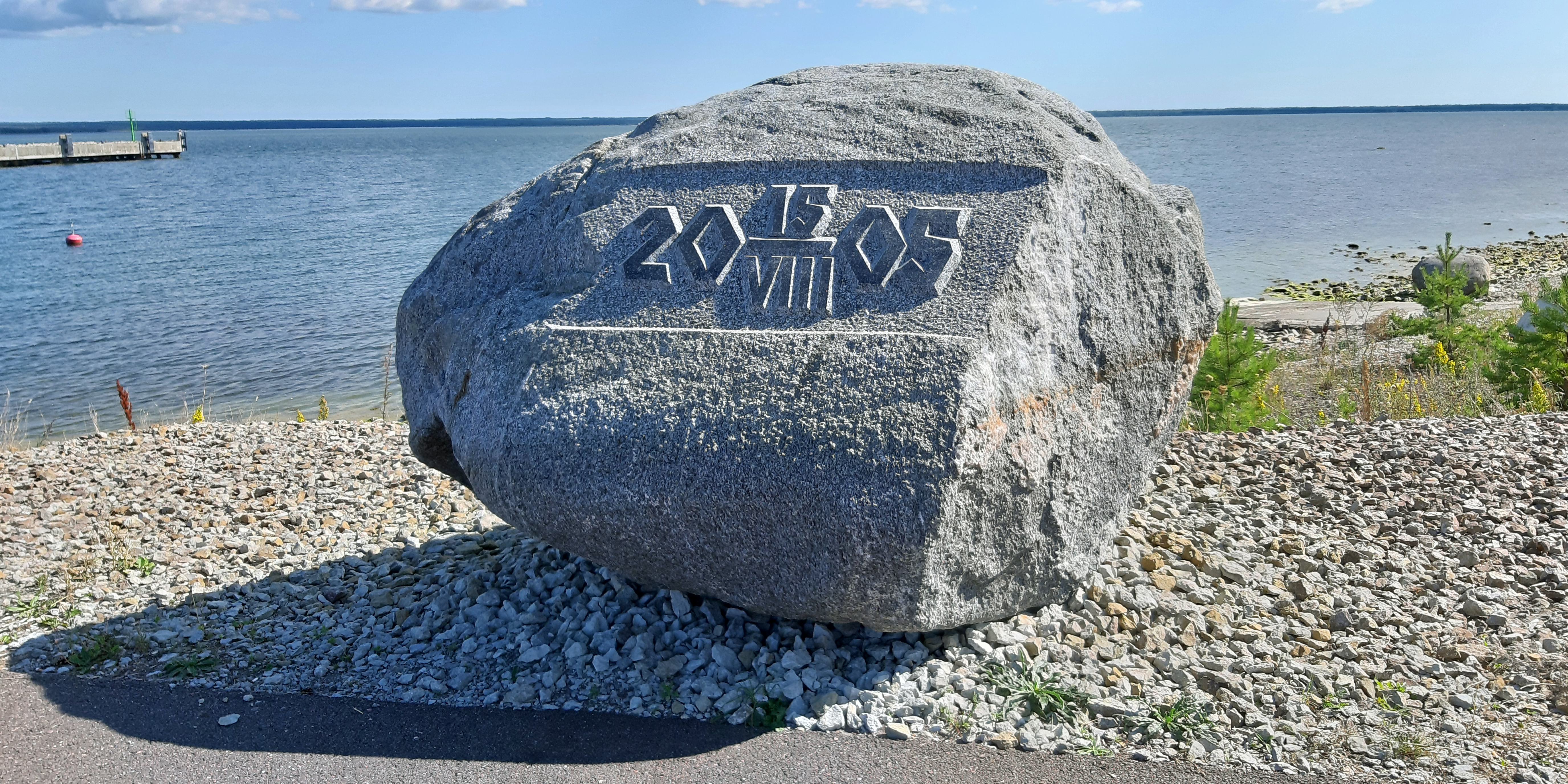
Краеугольный камень порта Сааремаа

- число причалов: 3 + плавучий причал для обслуживания малых судов
- общая длина причалов — 445 м
- наибольшая глубина у причала — 10 м
- наибольшая длина судна — 200 м
- наибольшая ширина судна — 30 м
- максимальная осадка судна — 9,5 м
- тоннаж судна — 7500 тонн и более
- номера регламентированных навигационных знаков: 918 и 919[4][1]

## Обслуживание малых судов
- число стояночных мест — 10
- глубина: 0,8–5,0 м
- пресная вода и электричество у причала
- приём бытовых отходов
- туалет, душ, сауна
- круглосуточная охрана
- заказ пограничного и таможенного контроля
- связь MB на канале 14, позывные “Tamme raadio” («Тамме раадио»)
- морские карты Эстонии № 515 и № 624
- Wi-Fi
- кафе в летний период
- расстояние до продуктового магазина: 9 км[4][5]

## Парк логистики Сааремаа
К порту Сааремаа также относится Парк логистики Сааремаа (эст. Saaremaa Logistikapark). Его площадь составляет 10 га, он находится в непосредственной близости от морских причалов. Благодаря природной глубине, в порту могут останавливаться и большие торговые суда, курсирующие по Балтийскому морю. Согласно утверждённой детальной планировке, в парке логистики можно возвести складские здания и площадки для обработки и складирования смешанных и сыпучих грузов, предназначенных для местного экспорта и импорта.